# Cesare Picco
Cesare Picco (Vercelli, 31 luglio 1969) è un compositore e pianista italiano.

## Biografia
Picco inizia a studiare pianoforte all'età di quattro anni. Nel corso del tempo si stacca dal linguaggio musicale della musica classica tradizionale e inizia a spaziare tra diversi generi musicali, creando un personale linguaggio non semplicemente ascrivibile al jazz, alla musica classica o a quella contemporanea.
Si esibisce in pubblico presentando musiche originali da lui composte per la prima volta nel 1986. Da allora oltre all'attività di strumentista, si dedica alla composizione: ha scritto per solisti, gruppi cameristici e orchestrali quali Orchestra de I Pomeriggi Musicali di Milano, Ensemble Novecento e Oltre, Quintetto Bibiena, Berlin Chamber Soloists, Moscow State Symphony Orchestra.
Sue composizioni sono state presentate in diversi festival e rassegne musicali, tra cui Accademia Musicale Chigiana, Settembre Musica, Cantiere d'Arte di Montepulciano . Nel 1999, su commissione dell'Arena di Verona, scrive l'opera lirica Il Viaggio di Hans. Le sue musiche sono pubblicate da Casa Musicale Sonzogno di Milano dal 1991 al 1999.
Come compositore ha collaborato inoltre con numerosi artisti, quali l'étoile Luciana Savignano (per la quale scrive i balletti La Lupa, Jules e Jim e Tango di Luna e con la quale si esibisce al Teatro alla Scala di Milano, il violoncellista Giovanni Sollima, i pianisti Antonio Ballista, Carlo Boccadoro, e con artisti quali Hajime Mizoguchi, Taketo Gohara, Naseer Shamma, Nino Josele, Giovanni Hidalgo, Edmar Castaneda e con italiani quali Luciano Ligabue, Samuele Bersani, Andrea Bocelli, Giorgia, Pacifico, Carlo Fava.
Ha scritto inoltre numerose musiche di scena per il teatro, collaborando con artisti quali Gioele Dix, Fabrizio Gifuni, Ascanio Celestini, Sergio Fantoni, Ottavia Piccolo, Fabio Mangolini.
In gruppo o come pianista solista ha aperto i concerti di Michael Bublé, Al Jarreau, Simply Red.
In questi anni si esibisce in Giappone, Vietnam, Singapore, Russia, Emirati Arabi, Kuwait, India, Francia, USA, Spagna.
Nel 2009 crea il concept del concerto la buio Blind Date Concert in the Dark, una performance eseguita nel buio assoluto. Dal debutto nel dicembre 2009 a Milano porta poi questo nei più importanti teatri italiani. 
Nel 2010 scrive il Romanzo per Pianoforte e Orchestra Tale of Genji (La Storia di Genji), ispirato al libro Genji Monogatari di Murasaki Shikibu, eseguito a Verona con l'orchestra de I Virtuosi Italiani.
Nel 2011 scrive il brano "Hope at Sunrise" per piano e violoncello dedicato alle vittime dello tsunami giapponese dello stesso anno. Nel 2014 esce "Musica nel buio" (ADD Editore) saggio sulla genesi e lo sviluppo del concerto al buio. Nel 2019 esce per Rizzoli "Sebastian", romanzo dedicato alla vita di J.S.Bach.

## Discografia
- Alchemy (2020 - Blumargot Edizioni)
- Kozmo (2018 - Blumargot Edizioni)
- Original Sin (2015 - Sensible Records, con Ensemble Sezione Aurea)
- Secret Forest (2014 - Blumargot Edizioni)
- Penelope - Single Remix (2012 - Sensible Records)
- Piano Calling (2012 - Sensible Records)
- PianoPiano (2010 - Blumargot Edizioni)
- Il tempo di un giorno (2008 - Blumargot Edizioni)
- Two songs - Piano Improvisations (2007 - Blumargot Edizioni) – iTunes music store exclusive
- Bach to me (2007 Blumargot Edizioni)
- Light line (2007 - Blumargot Edizioni)
- Christmas tunes - Piano Solo (2006 Blumargot Edizioni)
- My room (2005 - Blumargot Edizioni)
- Lupa - The Ballet (1998 - Agorà / Sonzogno)
- Works (1995 - TGE)

## Collaborazioni discografiche
- Pierpaolo Capovilla (2014) "Bucharest" Cesare Picco (piano)
- Pacifico (2012), Cesare Picco: (piano, arrangiamenti); Una voce non basta, Cesare Picco: (piano, arrangiamenti)
- Edda (2012), Cesare Picco: (piano); Odio i vivi, Cesare Picco: (piano)
- Minnie's (2011), Cesare Picco: (piano); La paura fa brillanti idee, Cesare Picco: (piano)
- Edda: Semper biot (2009), Cesare Picco: (piano)
- Carlo Fava: Neve (2009), Cesare Picco: (piano, arrangiamenti)
- Giorgia: Stonata (2007), Cesare Picco (producer, piano, wurlitzer)
- Samuele Bersani: Caramella smog (2003), Cesare Picco (piano); Che vita! - Il meglio di Samuele Bersani (2002), Cesare Picco (piano)
- Luciano Ligabue: Questa è la mia vita (2002), 'Da zero a dieci suite di Luciano Ligabue per pianoforte e orchestra d'archi/ arrangiato e diretto da Cesare Picco (piano)
- Emilio Galante: Sciare di fuoco (1999), Cesare Picco (piano)
- Harp & piano (1999) - Bmg Ricordi – Italy), Métropolitain di Cesare Picco
- OMC Orchestra (1998 - Kelidon – Italy), Atlantis e Break Point di Cesare Picco
- Musci/Venosta/Mariani (1997) Losing the orthodox path , Cesare Picco: bruits de bouche (trompette en sordine)
- Trio Strabern (1997 - Kelidon – Italy), Il treno del sole di Cesare Picco
- Anyway the wind blows / Tribute to Queen (1993 - Laudis), Orchestra I Pomeriggi Musicali di Milano, Anyway the wind blows di Cesare Picco